# Бекс, Янис
Я́нис Бекс (латыш. Jānis Beks; род. 1 ноября 2002, Рига) — латвийский футболист, вратарь клуба РФС.

## Карьера

### «Метта»
Воспитанник футбольной школы клуба «Метта», в которую он пришёл в возрасте 5 лет. Прошёл в клубе через юношеские команды различных возрастов. В 2020 году был переведён в основную команду команду, как резервный вратарь. Дебютировал за клуб 26 августа 2020 года в матче против «Риги», пропустив тогда 3 гола. В своём дебютном сезоне провёл 3 матча. В сезоне 2021 года стал основным вратарём клуба. Первый матч сыграл 13 марта 2021 года против «Лиепаи». В мае 2021 года продлил контракт с клубом до 2025 года. В своём первом сезоне в качестве основного вратаря провёл 25 матчей, в которых пропустил 54 гола и только 3 матча отстоял на «ноль».
Зимой 2022 года готовился к новому сезону с основной командой клуба. Первый матч сыграл 13 марта 2022 года против клуба «Ауда». Со старта сезона снова был основным вратарём клуба. В матче 7 августа 2022 года против «Риги» футболист вышел на поле с капитанской повязкой. Окончил сезон на 9 предпоследнем месте в турнирной таблице, отправившись в стыковые матчи. По итогу стыковых матчей против клуба «Гробиня» смогли сохранить прописку в высшем дивизионе. Сам футболист по итогу за сезон провёл за клуб 32 матча во всех турнирах, в которых отличился 5 «сухими» матчами. В январе 2023 года футболист получил награду «Лучший футболист года» в клубе.

### РФС

#### Аренда в «Метту»
В марте 2023 года футболист перешёл в латвийский клуб РФС, однако на правах арендного соглашения остался в «Метте» до конца сезона. Первый матч в сезоне сыграл 18 марта 2023 года против клуба «Ауда». В рамках 1/8 финала Кубка Латвии в матче 16 июля 2023 года в стадии серии пенальти уступили клубу «Лиепая». На протяжении сезона футболист был в клубе основным вратарём, вместе с которым закончил чемпионат на предпоследнем итоговом месте в зоне переходных матчей. По итогу стыковых матчей футболист вместе с клубом победили клуб «Скансте» и сохранили прописку в чемпионате. По окончании срока арендного соглашения футболист покинул клуб.

#### Сезон 2024
В апреле 2024 года футболист отправился выступать за вторую команду клуба в Первую лигу. Дебютный матч за команду футболист сыграл 6 апреля 2024 года против клуба «Валмиера-2».

## Международная карьера
В 2017 году вызывался в юношескую сборную Латвии до 17 лет. В 2018 году вызывался в юношескую сборную Латвии до 18 лет. В 2021 году вызывался в молодёжную сборную Латвии. Дебютировал за сборную 29 марта 2022 года в квалификационном матче на молодёжный чемпионат Европы против Сан-Марино.
В июне 2023 года футболист получил вызов в национальную сборную Латвии.